# Legislatura de Guam
A Legislatura de Guam (em inglês: Guam Legislature; em chamorro: I Liheslaturan Guåhan) é o orgão legislativo da ilha de Guam. É um orgão unicameral, constituído por 15 senadores, eleitos a cada dois anos. Estabelecida através do ato orgânico de Guam, de 1950, a legislatura encontra-se atualmente no seu 38º mandato, referido como "a 38ª legislatura de Guam" (The 38th Guam Legislature).

## História
Antes do ato orgânico de 1950, existia em Guam um congresso. Este orgão, sem qualquer poder legislativo, servia meramente como conselheiro ao então instituído governador naval.
Após a passagem do ato orgânico, a primeira sessão da legislatura reuniu-se ainda sobre o nome de "11º Congresso de Guam", em continuação do orgão anterior, mas como um dos seus atos iniciais alterou a designação para "1ª Legislatura de Guam". As subsequentes sessões reuniram-se com o nome ordenado numericamente.

## Constituição
O ato orgânico estabelece um limite máximo de 21 senadores para a legislatura, mas não especifica o número exato de senadores. Inicialmente, a legislatura reuniu com o número máximo de senadores, mas uma reforma proposta em 1995 reduziu o número de senadores para os atuais 15.
Os 15 senadores da atual legislatura são:
| Nome                             | Afiliação política |
| -------------------------------- | ------------------ |
| Chris Barnett                    | Democrata          |
| Christopher M. Dueñas            | Republicano        |
| Eulogio Shawn Gumataotao         | Republicano        |
| Frank Blas Jr. (presidente)      | Republicano        |
| Jesse A. Lujan                   | Republicano        |
| Joe S. San Agustin               | Democrata          |
| Sabina Flores Perez              | Democrata          |
| Sabrina Sales Matanane           | Republicana        |
| Shelly Vargas Calvo              | Republicana        |
| Telo T. Taitague                 | Republicana        |
| Therese M. Terlaje               | Democrata          |
| Tina Rose Muña Barnes            | Democrata          |
| V. Anthony Ada (vice-presidente) | Republicano        |
| Vincent Anthony V. Borja         | Republicano        |
| William A. Parkinson             | Democrata          |